# Jonathan Creek (New Brunswick)
Jonathan Creek är ett vattendrag i Kanada.   Det ligger i provinsen New Brunswick, i den östra delen av landet, 800 km öster om huvudstaden Ottawa.
I omgivningarna runt Jonathan Creek växer i huvudsak blandskog. Runt Jonathan Creek är det ganska tätbefolkat, med 179 invånare per kvadratkilometer.